# Paul Matthias Wehner

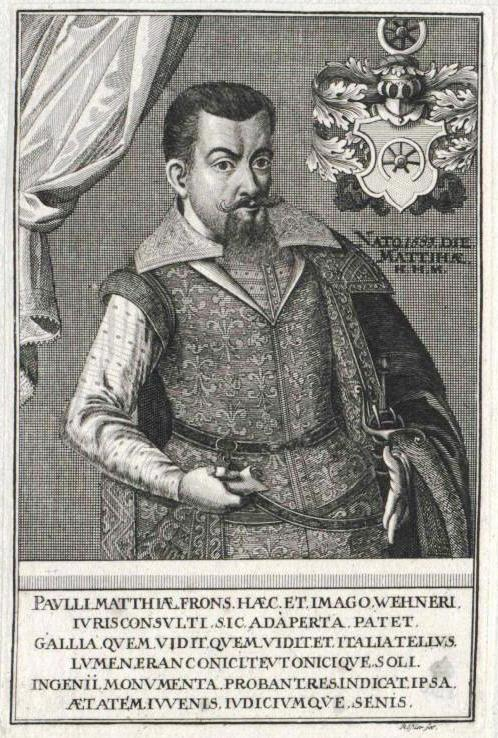
Paul Matthias Wehner

Paul Matthias Wehner (* 24. Februar 1583 in Heldburg; † 24. Dezember 1612 in Kitzingen) war ein deutscher Jurist.

## Leben
Wehner wurde am 24. Februar 1583 in Heldburg, einer kleinen Stadt in Franken, geboren. Sein Vater Stephanus Wehner wirkte dort als herzoglicher coburgischer Amtmann. In der Universitäten Jena, Ingolstadt, Altorf, Straßburg und Basel studierte er Rechtswissenschaft. In Orléans wurde er 1605 promoviert. Daraufhin wirkte er am Cammer-Gericht Speyer, später in Kitzingen, wo er am 24. Dezember 1612 verstarb. Er bekleidete verschiedene Ämter, z. B. war er Consulent der Grafen zu Castell und Limpurg. 1610 wurde er von Kaiser Rudolf II. zum Comite palatino ernannt.

## Werke
- Symphorematis Svpplicationvm, Pro Processibvs, Svper Omnibus Ac Singvlis Imperii Romani Constitutionibus, in supremo Camerae Imperialis auditorio impetrandis: Cvm Adivnctis Votis Sev Relationibus ac decretis desuper redditis, earumq[ue] requisitis. Additis Insvper Variis Consvltationibvs, Dvbiis ac decisionibus, ad singulas Imperij Constitutiones & Camerae Processum pertinentibus … Cum Elencho Svpplicationvm, Votorvm, Dvbiorvm, Decisionvm, Operi anteposito; Item Indice rerum & materiarum locupleti / Maxima Ex Parte E Nobiliss. Et Clarissimi I.C. Domini Andreae Gailii, aliorumq[ue] supremi auditorij Adsessorvm lucubrationibus excerptis. Opvs Omnibvs Advocatis, Procvratoribvs, Et Cavsas in Camera argentibus, apprime vtile & necessarium. Editi Stvdio Et Opera Adriani Gylmanni I.C. Germaniae. - Francofurti: Schönwetterus, 1604. 6 Bände als Digitalisierte Ausgabe der Universitäts- und Landesbibliothek Düsseldorf
- Practicarum Juris observationum liber singularis ad materiam de verborum & rerum significatione accommodatus ..., Francof. 1608, posthume Ausgaben: Frankf. 1615, 1624, 1661, 1673, 1674 und 1701. in 4. und fol. Digitalisat der Universitätsbibliothek Heidelberg
- Alte vnd Ernewerte Ordnung vnd Reformation der Römischen Keyserlichen Majestät Keyserlichen Hoffgerichts zu Rotweil. Franckfurt 1610 (Digitalisat)
- Consiliorum Franconicorum Decades XI.: In Quibus Pleraeque Quaestiones, Quae Ad Ius Publicum Pertinent, Ut Sunt De Iurisdictione, Iuribus, Dignitatibus, Servitutibus […] Quaestiones item difficiliores ad Ius privatum spectantes; Secundum Leges Et Ordinationes Imperii, Pro Usu Hodierno, Praesentique Reipublicae statu, & praxi forensi, luculenter examinantur & deciduntur; Cum Elencho, Argumentis, Summariis Et Indice Necessario. Frankfurt a. M. 1615.